# Triple hélice

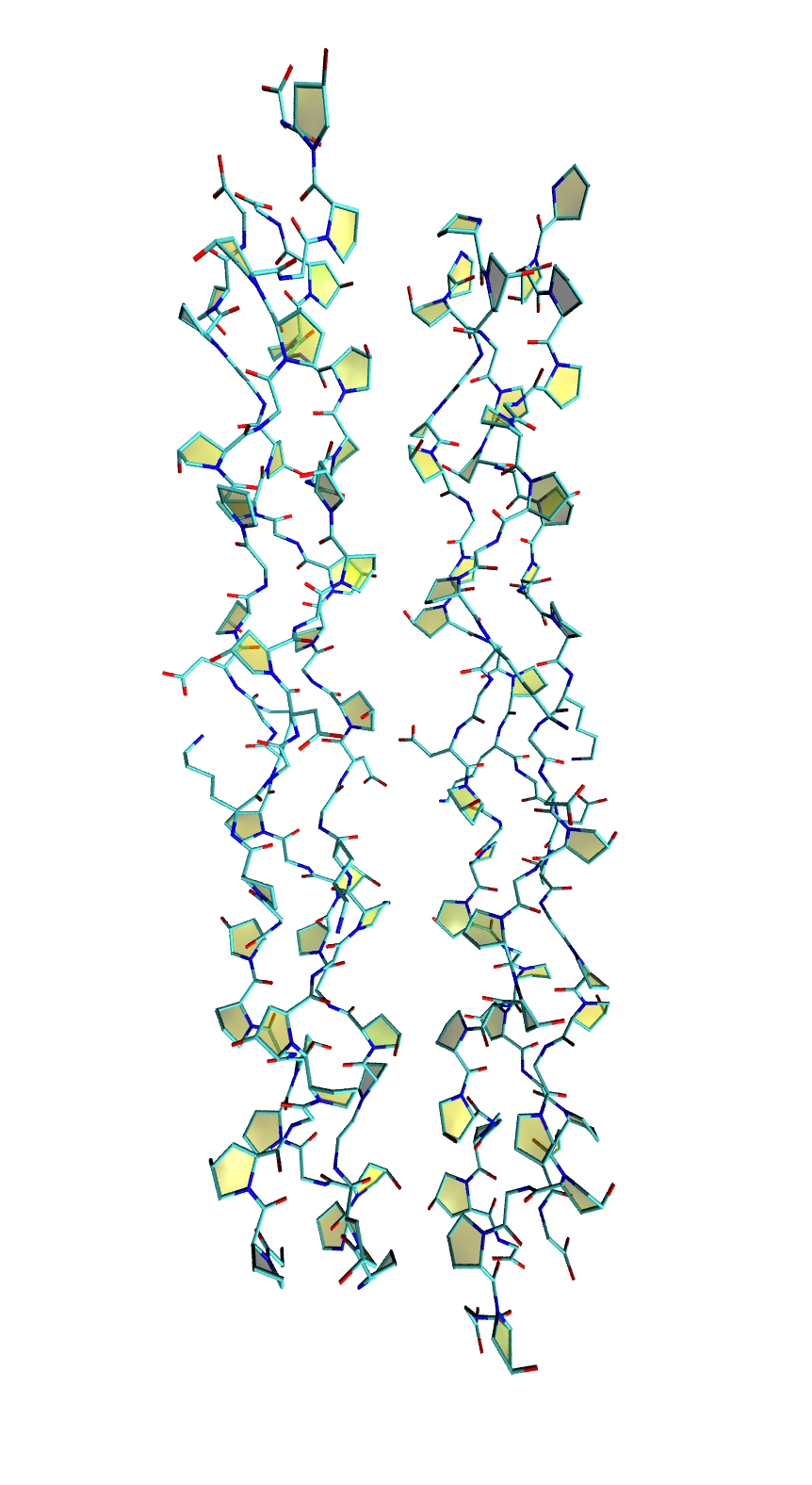
Vue latérale de deux hélices de tropocollagène synthétique.

Une triple hélice est un faisceau de trois hélices coaxiales translatées l'une par rapport à l'autre. Dans une telle configuration, les trois hélices conservent la même distance par rapport à l'axe central. Une hélice est caractérisée par son pas, son diamètre et son orientation droite ou gauche. Par définition, une triple hélice est dite droite si elle tourne dans le sens des aiguilles d'une montre en avançant le long de son axe ; elle est dite gauche dans le cas contraire. En biologie moléculaire, connait l'ADN triplex, l'ARN triplex, l'hélice de collagène et des protéines semblables au collagène.

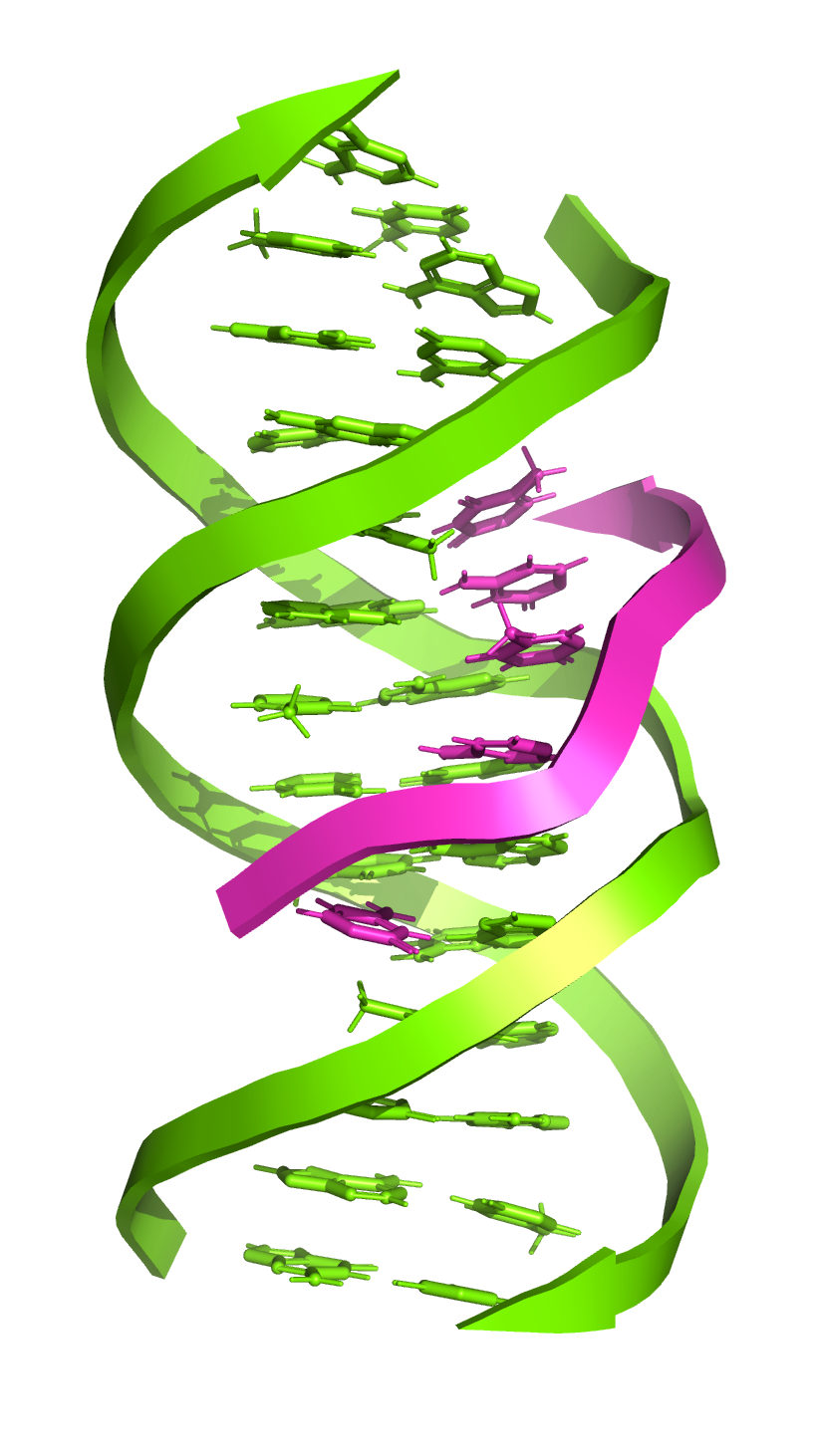
ADN triplex. Les flèches vont dans le sens 5' vers 3'. (PDB 1BWG[3])

Dans le cas du collagène, la triple hélice est formée de trois brins adoptant une configuration d'hélice polyproline gauche lorsqu'ils sont isolés mais forment une triple hélice droite lorsqu'ils se combinent en hélice de collagène. Le collagène est constitué de répétitions du motif Gly–X–Y où X est généralement un résidu de proline et Y un résidu d'hydroxyproline.
Une triple hélice d'ADN, ou ADN triplex, est formée de trois brins d'ADN enroulés l'un autour de l'autre, avec l'ossature ose–phosphate à l'extérieur et les paires de bases à l'intérieur de l'hélice. Le troisième brin occupe le grand sillon de l'ADN B, bicaténaire. Les bases sont dans ce cas arrangées par appariement Hoogsteen.
Il existe également des hélices triples d'ARN dans lesquelles les bases du troisième brin sont liées aux bases de l'un des deux autres brins par appariement Hogsteen.